# 马尔切利纳拉
马尔切利纳拉（義大利語：Marcellinara），是意大利卡坦扎罗省的一个市镇。总面积20平方公里，人口2267人，人口密度113.4人/平方公里（2009年）。ISTAT代码为079072。